# カロリーネ・フォン・バーデン
カロリーネ・フォン・バーデン（ドイツ語: Karoline von Baden, 1776年1月13日 - 1841年11月13日）は、バイエルン王マクシミリアン1世の2度目の妻。最初のバイエルン王妃となった。

## 生涯
1776年7月13日、カロリーネはバーデン辺境伯の伯子カール・ルートヴィヒとその妃アマーリエ（ヘッセン＝ダルムシュタット方伯ルートヴィヒ9世の娘）の第一子として、カールスルーエで生まれた。全名は、フリーデリケ・カロリーネ・ヴィルヘルミーネ（Friederike Karoline Wilhelmine）。双子の姉妹であるカタリーナ・アマーリエがいる。他に同母妹にはロシア皇后エリザヴェータ、スウェーデン王妃フリーデリケがいる。 
アンギャン公爵ルイ・アントワーヌ・ド・ブルボン＝コンデの結婚相手になると見られていたが、フランス共和国からの反発を引き付ける事になるのを恐れ、バーデン家は二の足を踏んでいた。結局アンギャン公との縁談は決まらなかった。
1797年3月9日、カールスルーエで、母の従弟にあたるプファルツ＝ツヴァイブリュッケン公マクシミリアンと結婚した。マクシミリアンの先妻アウグステ・ヴィルヘルミーネもまた母の従妹であったが、前年の1796年に病没していた。マクシミリアンは2年後の1799年にバイエルン選帝侯の位を継承した。1806年に神聖ローマ帝国が消滅した結果、選帝侯の地位は廃止され、バイエルンの選帝侯は国王の地位に昇格した。その結果カロリーネもバイエルン王妃となった。夫との間には二組の双子を含む7人の子を儲けた。 
カロリーネはプロテスタント信仰を続けることや、専属のプロテスタントの牧師を持つことが許されるなど、カトリック国のバイエルンの王妃としては個性的だった。バイエルン宮廷の非常に威厳のある王妃であり女主人で、強い義務感を持って子ども達を育てたと評された。 
夫マクシミリアンが1825年10月13日に亡くなってから16年と1ヶ月長生きし、1841年11月13日に亡くなった。カロリーネ本人のプロテスタント信仰が原因で、葬儀は大衆からの抗議があったほど王家の尊厳が感じられない実施方法だった。ミュンヘンのカトリック教会の大司教であるローター・アンゼルム・フォン・ゲープザッテルの命令により、参加したカトリックの聖職者は全員教会の祭服ではなく普通の服を着ていた。プロテスタントの聖職者は教会の扉の前で止められ務めの為に中に入る事を許されなかったので、その場で葬儀の説教をした。その後、葬列は出ず棺は儀式無しで墓所に置かれた。バイエルン王ルートヴィヒ1世の最愛の継母に対するこの仕打ちは、プロテスタントのザクセン＝ヒルトブルクハウゼン公女テレーゼと結婚していたにもかかわらずその時までプロテスタントに強く反対していた王の態度を軟化させた。

## 子女
マクシミリアン1世との間には2組の双子を含め8子が生まれた。
- 男児（1799年） - 死産。
- マクシミリアン・ヨーゼフ・カール・フリードリヒ（1800年 - 1803年）
- エリーザベト・ルドヴィカ（1801年 - 1873年） - 双子の姉。プロイセン王フリードリヒ・ヴィルヘルム4世妃。
- アマーリエ・アウグステ（1801年 - 1873年） - 双子の妹。ザクセン王ヨハン妃。
- マリア・アンナ・レオポルディーネ（1805年 - 1877年） - 双子の姉。ザクセン王フリードリヒ・アウグスト妃。
- ゾフィー・フリーデリケ・ドロテア・ヴィルヘルミーネ（1805年 - 1872年） - 双子の妹。オーストリア大公フランツ・カール妃。オーストリア皇帝フランツ・ヨーゼフ1世の母。
- ルドヴィカ・ヴィルヘルミーネ（1808年 - 1892年） - バイエルン公マクシミリアン・ヨーゼフ妃。オーストリア皇后エリーザベトの母。
- マクシミリアーネ・ヨーゼファ・カロリーネ（1810年 - 1821年）